# Uttar Pradesh
Uttar Pradesh (hindi उत्तर प्रदेश, urdu: اتر پردیش, trb.: Uttar Pradeś, trl.: Uttar Pradeś; ang. Uttar Pradesh, co znaczy: północna prowincja, często w skrócie: UP) – jeden ze stanów Indii, położony na żyznych terenach Niziny Gangesu. Został utworzony 2 lutego 1950 roku ze Zjednoczonych Prowincji. Stolica to Lucknow, ale największym miastem jest Kanpur. Jest to jedyna jednostka administracyjna na świecie przekraczająca 200 milionów mieszkańców.

## Geografia
Uttar Pradesh graniczy z Nepalem i ze stanami indyjskimi: Uttarakhand (utworzony w 2000 roku kosztem terytorium Uttar Pradesh), Himachal Pradesh, Hariana, Delhi, Radżastan, Madhya Pradesh, Chhattisgarh, Jharkhand i Bihar.

## Historia
Region ten był kolebką kultury indyjskiej. Od VIII wieku pod panowaniem muzułmańskim jako Hindustan. W XVI-XVIII wieku ośrodek Imperium Mogołów. Od początku XIX wieku poszerzanie wpływów angielskich. W 1857 powstanie sipajów.

## Podział administracyjny
Stan Uttar Pradesh dzieli się na 18 dywizji, które z kolei dzielą się na dystrykty. Łącznie w tym stanie znajduje się 75 dystryktów:
| 1. Agra 2. Aligarh 3. Allahabad 4. Ambedkar Nagar 5. Auraiya 6. Azamgarh 7. Bagpat 8. Bahraich 9. Ballia 10. Balrampur 11. Banda 12. Barabanki 13. Bareli 14. Basti 15. Bhimnagar 16. Bijnor 17. Budaun 18. Bulandshahr 19. Chandauli 20. Chhatrapati Shahuji Maharaj Nagar | 1. Chitrakoot 2. Deoria 3. Etah 4. Etawah 5. Faizabad 6. Farrukhabad 7. Fatehpur 8. Firozabad 9. Gautam Buddha Nagar 10. Ghaziabad 11. Ghazipur 12. Gonda 13. Gorakhpur 14. Hamirpur 15. Hardoi 16. Jalaun 17. Jaunpur 18. Jhansi 19. Jyotiba Phule Nagar 20. Kannauj | 1. Kanpur Nagar 2. Kanshi Ram Nagar 3. Kaushambi 4. Kushinagar 5. Lakhimpur Kheri 6. Lalitpur 7. Lucknow 8. Mahamaya Nagar 9. Maharajganj 10. Mahoba 11. Mainpuri 12. Mathura 13. Mau 14. Meerut 15. Mirzapur 16. Moradabad 17. Muzaffarnagar 18. Panchsheel Nagar 19. Pilibhit 20. Prabuddhanagar | 1. Pratapgarh 2. Raebareli 3. Ramabai Nagar 4. Rampur 5. Saharanpur 6. Sant Kabir Nagar 7. Sant Ravidas Nagar 8. Shahjahanpur 9. Shravasti 10. Siddharthnagar 11. Sitapur 12. Sonbhadra 13. Sultanpur 14. Unnao 15. Waranasi |

## Miasta Uttar Pradesh

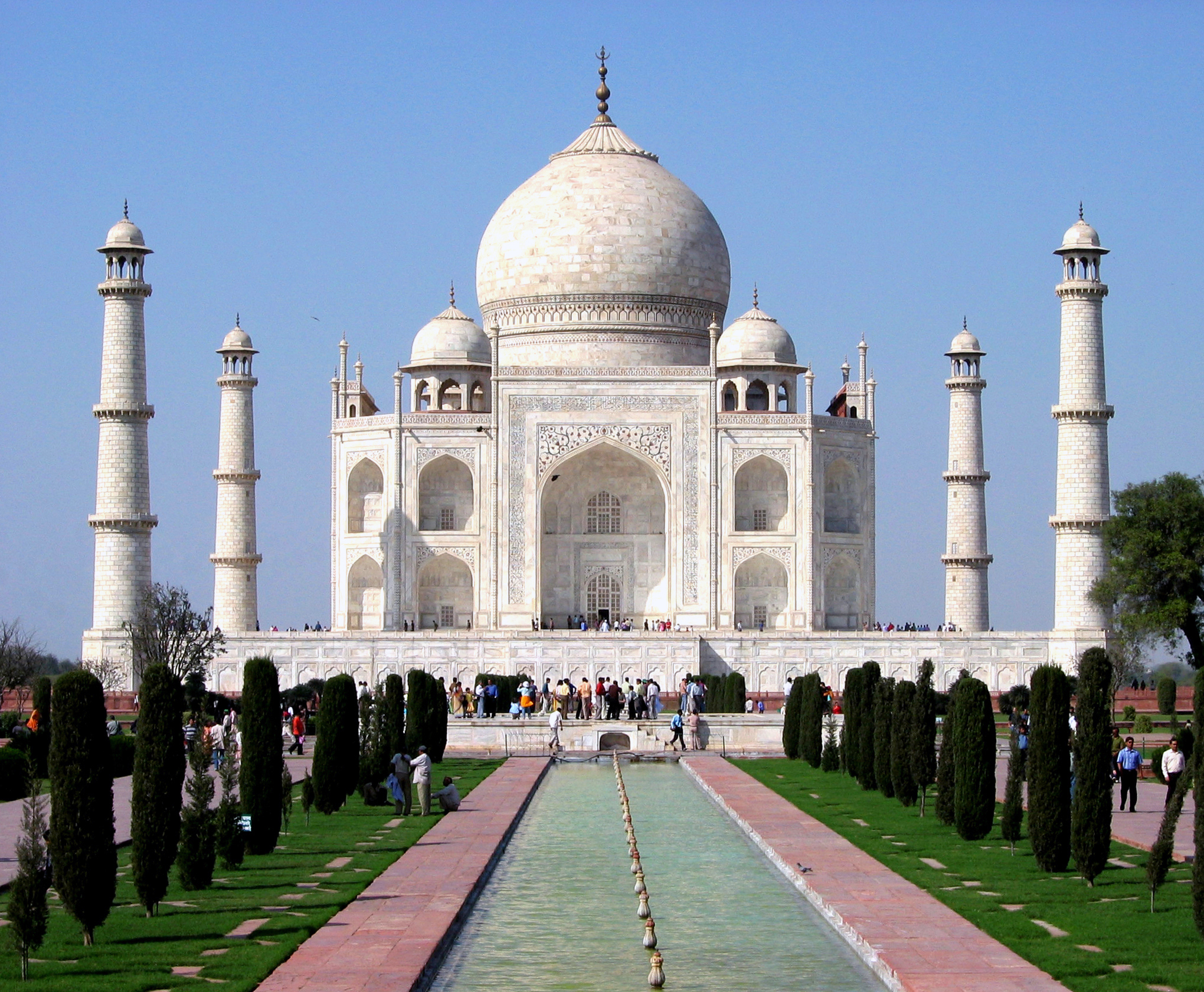
Tadź Mahal w marcu 2004

### Miasta powyżej 500 000 mieszkańców
Dane z 2010 roku.
| Miasta     | Liczba mieszkańców |
| ---------- | ------------------ |
| Kanpur     | 3 221 435          |
| Lucknow    | 2 750 447          |
| Agra       | 1 686 976          |
| Ghaziabad  | 1 505 958          |
| Meerut     | 1 404 723          |
| Waranasi   | 1 211 891          |
| Allahabad  | 1 142 722          |
| Aligarh    | 869 941            |
| Bareli     | 837 564            |
| Moradabad  | 828 506            |
| Gorakhpur  | 730 486            |
| Saharanpur | 528 572            |
| Noida      | 504 842            |

### Inne ważne miasta
Jhansi • Muzaffarnagar • Mathura • Shahjahanpur • Firozabad • Etawah • Rampur • Mau • Hapur • Farrukhabad • Loni • Mirzapur

## Demografia
Ze względu na liczbę ludności największy nie tylko w Indiach, ale i na świecie region administracyjny (z państw przewyższają go tylko Chiny, Stany Zjednoczone i Indonezja).
Niewysoki (w porównaniu np. z Keralą) poziom wykształcenia ludności (według danych z 2001 roku piśmiennych mężczyzn było 70%, a kobiet 43%).
80% mieszkańców to hinduiści, a 19% – muzułmanie.
6 grudnia 1992 roku doszło do dramatycznych wydarzeń w Ayodhya. Religijni ekstremiści gołymi rękami rozebrali tam XVI-wieczny meczet Babri Masjid, zbudowany na ruinach hinduistycznej świątyni Ram Janmabhoomi w miejscu, gdzie według tradycji narodził się bóg Rama, jedno z wcieleń Wisznu. Zdarzenie to wywołało rozruchy hinduistyczno-muzułmańskie (w tym zamieszki w Bombaju), w których zginęło około tysiąca osób.

## Języki
| Język                               | Rodzina języka         | Udział % |
| ----------------------------------- | ---------------------- | -------- |
| hindi (włączając dialekty pokrewne) | języki indoeuropejskie | 91,33%   |
| urdu                                | języki indoeuropejskie | 7,99%    |
| pendżabski                          | języki indoeuropejskie | 0,31%    |

Przy granicy z Biharem rozpowszechniony jest język bhodźpuri, uznawany często za dialekt języka hindi.

## Gospodarka
Uttar Pradesh jest drugim (ex aequo z Tamilnadu, po Maharasztra) największym gospodarczo stanem Indii.
Ważny region rolniczy. Na szeroką skalę stosowane sztuczne nawadnianie. Gospodarstwa rozdrobnione. Uprawa ryżu i trzciny cukrowej. Przemysł spożywczy i odzieżowy. Rozwinięte rzemiosło i turystyka.
Ważne miasta przemysłowe to, obok stolicy, Moradabad (metalurgia), Waranasi (sari i atłas), Mirzapur (dywany), Kanpur, Agra (przemysł skórzany), Allahabad i Noida.
Najbardziej znaną uczelnią jest uniwersytet w Allahabadzie.
| Towar           | Udział w produkcji kraju |
| --------------- | ------------------------ |
| ziemniaki       | 47%                      |
| trzcina cukrowa | 45%                      |
| pszenica        | 38%                      |
| ryż             | 32%                      |
| orzeszki ziemne | 34%                      |
| melasa          | 34%                      |
| cukier          | 30%                      |
| tytoń           | 20%                      |

## Turystyka
Na jego obszarze można zobaczyć wiele historycznych miast, takich jak Agra (z mauzoleum Tadź Mahal), opuszczone miasto Mogołów Fatehpur Sikri czy sanktuaria nad Gangesem i Jamuną: Waranasi, Ayodhya, Mathura i Allahabad.

## Polityka
Uttar Pradesh zawsze odgrywał znaczącą rolę w polityce. W Allahabadzie urodził się Jawaharlal Nehru i jego córka Indira Gandhi. W 1975 roku w tym samym mieście stanowy sąd najwyższy unieważnił zwycięstwo w wyborach Indiry (ze względu na naruszenie prawa wyborczego), co doprowadziło do ogłoszenia przez premier stanu wyjątkowego.
Stan dał Indiom wielu narodowych liderów. Ośmiu z czternastu premierów Indii pochodziło z Uttar Pradesh: Jawaharlal Nehru, Lal Bahadur Shastri, Indira Gandhi, Rajiv Gandhi, Choudhary Charan Singh, Vishwanath Pratap Singh, Chandra Shekhar i Atal Bihari Vajpayee, który reprezentował stan, chociaż urodził się w Gwalior. Z tego stanu wywodzi się Phoolan Devi – posłanka broniąca praw kobiet i występująca przeciwko małżeństwom dzieci, więziona za przewodzenie gangowi dakolitów
, znana jako Bandit Queen.
Obecnie w liczbie 80 deputowanych reprezentujących stan wchodzą m.in. potomkowie Nehru i Indiry: lider Indyjskiego Kongresu Narodowego Sonia Gandhi, jej syn Rahul Gandhi, Maneka Gandhi i jej syn Varun Gandhi. Reprezentują oni stan Uttar Pradesh podobnie jak kiedyś reprezentowali go Nehru, Indira Gandhi i jej syn, nieżyjący już mąż Soni Rajiv Gandhi.
13 maja 2007 premierem stanu (po raz czwarty) wybrana została Kumari Mayawati, liderka partii Bahujan Samaj Party. Po raz pierwszy od 1991 roku (kiedy zwyciężyła Indyjska Partia Ludowa) większość uzyskała jedna partia. Do tego czasu dochodziło do koalicji między Samajwadi Party, IPL i Bahujan Samaj Party. 15 marca 2012 na stanowisku stanowego premiera został zaprzysiężony Akhilesh Yadav.